# دائرة العيون
دائرة العيون هي إحدى دوائر إقليم تاوريرت، التابع لجهة الشرق، المملكة المغربية. تضم الدائرة 4 جماعات قروية، وبلغ عدد سكانها 30395 فرداً سنة 2004 حسب الإحصاء الرسمي للسكان والسكنى. يتبع للدائرة 16 مشيخة و129 دوار.

## التقسيمات الإداريّة
تعتبر دائرة العيون إحدى الدوائر المشكّلة لإقليم تاوريرت، وهو التقسيم الإداري من المستوى الرابع المعتمد في المغرب. ينقسم إقليم تاوريرت إلى 11 جماعات قروية تختلف من حيث السكان والمساحة، والتي بدورها تنقسم إلى مشيخات تضم عدداً من الدواوير.